# Village People Radio Show
Village People Radio Show (малайск. Apa Khabar Orang Kampung) — документальный фильм 2007 года режиссёра Амира Мухаммада. Стал продолжением фильма «Последний коммунист» и тоже был запрещён властями Малайзии.

## Сюжет
Фильм рассказывает о жизни членов Малайской коммунистической партии — бывших бойцах 10-го полка, этнических малайцах, примиривших в себе коммунистическую идеологию и исламскую веру. В середине 1950-х годов, в связи с обострением противостояния с британскимим войсками, они начали стратегическое отступление и перешли границу Таиланда. Многие из не видели своих домов в течение пяти десятилетий. Когда, в начале 1980-х годов, правительство Китая восстановило дипломатические отношения с Малайзией, помощь из Пекина остановилась, жить стало сложнее, и в 1989 году им пришлось подписать соглашение о формальном прекращении огня. Многие из бойцов полка всё ещё живут в деревне в Южном Таиланде, зарабатывая на жизнь сельским хозяйством и больше не занимаясь политикой, но беспокоясь о своих детях, так как они могут навсегда потерять связь с родиной. Их воспоминания о десятилетиях борьбы с правительством прерываются вымышленной передачей по радио «Зимней сказки» Шекспира — истории о короле, обвиняющим свою жену в прелюбодеянии и держащем её в заточении — фактически притчи о отношении страны к партии.

## Прокат
Премьера фильма состоялась в феврале 2007 года на 57-м Берлинском кинофестивале, а позже он был показан на фестивалях в Гонконге, Сингапуре и Дубае. Как и предыдущий фильм, этот был запрещён к показу на территории Малайзии за симпатии к коммунизму и нечувствительность к празднованию 60-летия страны.